# Tomás Balduino
Tomás Balduino, O.P., né le 31 décembre 1922 à Posse, Goiás, (Brésil) et mort le 2 mai 2014 à Goiânia, est un théologien de la libération et évêque catholique brésilien, évêque émérite du diocèse de Goiás depuis décembre 1998.

## Biographie
Né à Posse, dans l'État de Goiás, centre du Brésil, il entre dans l'Ordre des Prêcheurs et est ordonné prêtre le 4 juillet 1948.

### Évêque
Nommé prélat coadjuteur de Santissima Conceição do Araguaia et évêque titulaire de Vicus Pacati (de) le 15 août 1967, il est consacré évêque de Goiás le 26 novembre 1967.
Il suit la théologie de la libération et a été le premier président de la Commission pastorale de la Terre.
Il se retire de la charge d'évêque le 2 décembre 1998.

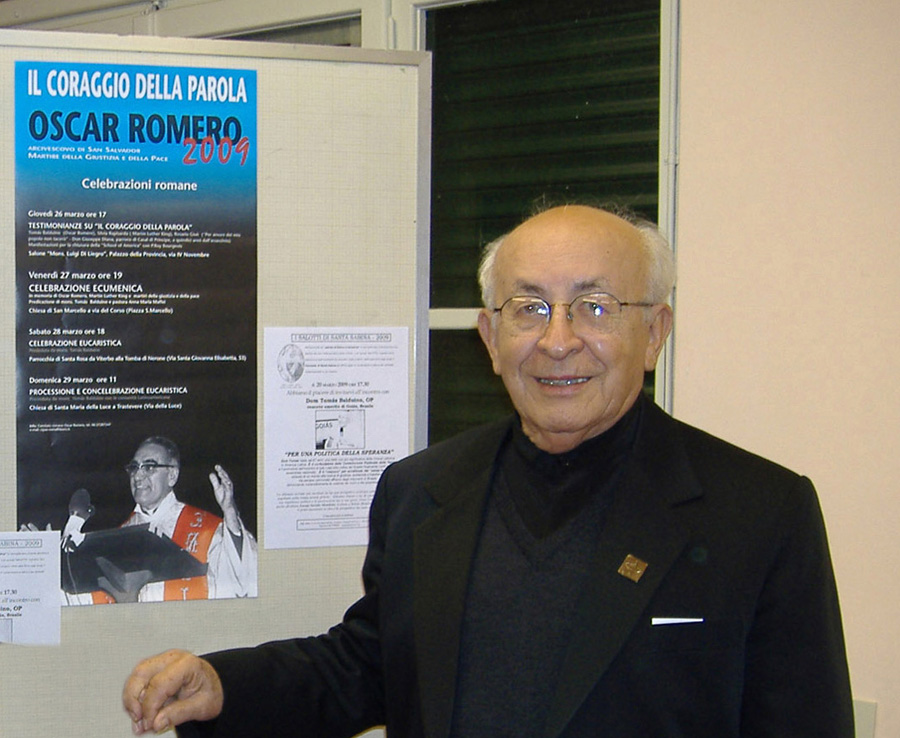
Dom Balduino, à Rome, devant le tableau des célébrations en souvenir de Mgr Oscar Romero, mars 2009.

Du 22 au 29 mars 2009 à Rome, il participe aux célébrations (photo à gauche) en l'honneur de Mgr Oscar Romero : « Mons. Romero, il coraggio della parola » (« Mgr Romero, le courage de la parole »).
En avril 2014, il est hospitalisé pour dix jours à Goiânia. Il décède des suites d'une trombo-embolie pulmonaire le 2 mai 2014.